# Xerosaprinus diptychus
Xerosaprinus diptychus är en skalbaggsart som först beskrevs av Sylvain Auguste de Marseul 1855.  Xerosaprinus diptychus ingår i släktet Xerosaprinus och familjen stumpbaggar. Inga underarter finns listade i Catalogue of Life.